# میسا واتانابه
میسا واتانابه (انگلیسی: Misa Watanabe; ۳۰ آوریل ۱۹۶۴ – ) صداپیشه اهل ژاپن بود. وی از سال ۱۹۹۱ میلادی تاکنون مشغول فعالیت بوده‌است.